# 卡扎菲治下的利比亚
卡扎菲治下的利比亚指1969年利比亞阿拉伯共和國成立到2011年大阿拉伯利比亚人民社会主义民众国倒台之间，以穆阿迈尔·卡扎菲为利比亞实际最高领导人的一段历史时期。
1969年9月1日，旨在推翻利比亚王國伊德里斯王朝的利比亚绿色革命胜利后，阿拉伯利比亚共和国成立，发动革命的自由军官组织的领导人卡扎菲成为利比亚的最高领导人。1977年11月11日，利比亚改名为阿拉伯利比亚人民社会主义民众国；1986年4月15日，改名为大阿拉伯利比亚人民社会主义民众国。2011年利比亚内战爆发，8月26日，利比亚反对派全国过渡委员会进驻首都的黎波里，卡扎菲在利比亚历时42年的统治宣告结束。

## 卡扎菲政权的建立

### 利比亚绿色革命
自由軍官組織成立後，卡扎菲決定伺機發動政變推翻利比亞王國建立共和國。1969年8月4日，伊德里斯一世健康轉差，便下詔退位，自9月2日起生效，而王儲哈桑暫時攝政。1969年8月31日，由卡扎菲领导的自由军官组织以夜间训练为掩护在的黎波里发动了旨在推翻亲西方的利比亚王国君主制王朝的革命。由于当时保皇党军队聚集在班加西，且班加西与外界的联络被切断，革命轻易地取得了成功。
革命成功後，格達費非常積極地進行與埃及合併的計畫並敬重納賽爾。在1970年埃及與以色列和談時，被阿拉伯世界指責，格達費排除眾議地聲援納賽爾。1970年，納賽爾去世，格達費與埃及繼任總統薩達特不合，格達費同意薩達特可擔任合併後的國家總統，由格達費擔任合併後的國家軍隊總司令。薩達特不想失去軍權而拒絕此提議，後來更發生種種摩擦與衝突，利比亞和埃及的完全合併計劃也無疾而終。
1972年成立的阿拉伯聯邦共和國不但是泛阿拉伯民族主義下的產物，也和自由軍官組織與1969年的革命息息相關。

## 阿拉伯利比亚共和国（1969年-1977年）
- 1969年9月1日，卡扎菲宣布建立新的政府，定国名为阿拉伯利比亚共和国，利比亚伊德里斯王朝被推翻[1]。由卡扎菲出任最高權力機構「革命指導委員會（Revolutionary Command Council）」主席。
- 1969年12月，颁布临时宪法。[2]
- 1973年，卡扎菲发动“文化革命”，宣布停止执行一切现行法律。[2]

### 阿拉伯联邦共和国（1972年-1977年）
阿拉伯聯邦共和國（阿拉伯语：‎）是一個由利比亞領導人格達費所倡議的一個泛阿拉伯主義國家，其範圍包括了利比亞、埃及和敘利亞三國，而此共和國與阿拉伯聯合共和國並無關聯。儘管在1972年3月經過各國公民投票的確認，但他們都拒絕正式合併，聯邦從1972年持續至1977年，最終仍解散。

## 阿拉伯利比亚人民社会主义民众国（1977年-1986年）
- 1977年3月2日，利比亞「全國人民大會」發布《人民權力宣言》，宣布利进入“人民直接掌握政权的民众时代”，取消各阶级政府，建立各级人民代表大会和人民委员会，宣告国名改为“大阿拉伯利比亚人民社会主义民众国”，同时在全国范围内普遍建立各级革命委员会，卡扎菲的頭銜則改為「革命導師與領導弟兄」，仍為實際的國家最高領導人。[3]
- 卡扎菲设想是要在资本主义和社会主义之外开创第三种制度，于是便命名为“具有伊斯兰特色的社会主义”。

## 大阿拉伯利比亚人民社会主义民众国（1986年-2011年）
大阿拉伯利比亚人民社会主义民众国（阿拉伯语：‎）成立於1977年3月2日，結束於2011年10月20日卡扎菲身亡。
其國名中的「民眾國」（‎）是卡达菲自創的一個名稱，用以指以卡达菲所創立的“世界第三理論”為指導的國家。

### 歷史
1977年3月2日，利比亞「全國人民大會」發布《人民權力宣言》，宣告成立阿拉伯利比亚社会主义民众国，卡扎菲的頭銜則改為「兄弟领袖和革命導師」，仍為實際的國家最高領導人。1986年4月15日，改国名为大阿拉伯利比亚人民社会主义民众国。
卡扎菲發動政變推翻君主制後，利比亞由親西方國家逐漸轉為對抗西方，常與歐美國家發生摩擦。1988年洛克比空難後，卡扎菲政權被指責包庇行兇者，美英等國遂對利比亞進行禁飛等一系列制裁。2003年以後，利比亞與西方關係逐漸緩和。2003年9月12日，聯合國解除對利比亞的制裁。
2011年2月，受到阿拉伯之春風潮影響，利比亞出現示威活動，並逐漸演變成反抗卡扎菲統治的革命事件。至2011年8月20日，反對派領導的國民解放軍攻下的黎波里，卡扎菲及其效忠者逃至卡扎菲出生地苏尔特。至此，卡扎菲已失去了對利比亞的實際控制權，其政權（大阿拉伯利比亚人民社会主义民众国）在事實上已告滅亡。
2011年10月20日，卡扎菲在苏尔特被國民解放軍擊斃，共計在位期間約四十二年。

### 政治
阿拉伯利比亞民眾國並無成文憲法，制定於1977年的《人民權利宣言》事實上行使了憲法職能。此外，伊斯蘭法也是該國主要法律淵源。
阿拉伯利比亞民眾國對外宣稱是直接民主制的國家，最高權力的機關是總人民大會（General People's Congress），但實質上的國家權力，掌握由革命指導委員會轉化而來的全國人民委員會（General People's Committee）手中。
至2006年，總人民大會共有議員約1000人，包括全國人民委員會委員、以及各級政府、學校與公司委員會的委員等。儘管所有18歲以上的公民都有參加基層人民大會（Basic People's Congress）的權力與義務，但實際上只有忠於卡扎菲政權的一小部分公民才能參加會議；並且會議內容也是在會前決定好的。全國人民委員會委員則通過全國人民會議選出，被賦予領導人民委員會（People's Committee）的權利，行使具體國家事務（在石油、國際事務與重工業方面不設委員會，由委員直接負責）。
名義上，阿拉伯利比亞民眾國並無規定的國家元首。實質上的國家元首是利比亞總人民大會秘書長（General Secretariat of General People's Committee）。自1969年阿拉伯利比亞共和國成立，至2011年10月滅亡為止，穆阿邁爾·卡達菲都是實質上的國家最高領導人。
与在女性社会地位和人权纪录方面表现较为恶劣的沙特阿拉伯等海湾国家相比，相对而言，穆阿迈尔·卡扎菲领导下的利比亚拥有整个阿拉伯世界最好的女性境遇与政策。

## 终结
利比亚内战是利比亚2011年的武裝衝突，最终导致卡扎菲时代的终结。交戰雙方為穆阿邁爾·卡達菲領導的政府和反抗卡達菲的勢力。受鄰國的示威浪潮影響，2011年2月15日开始和平反政府示威，但活动遭到政府军的武力镇压后引发起义，进而爆发的反政府势力的武装力量同利比亚政府军之间的激烈军事冲突。
最初的示威抗议从利比亚第二大城市班加西开始，并逐渐向全国蔓延，民众要求从1969年就已经上台统治长达42年的革命领导人穆阿迈尔·卡扎菲上校下台和进行民主变革。反對卡達菲的勢力組成“全國過渡委員會”，以推翻卡達菲的独裁统治和建立民主政体為宗旨。2月26日，聯合國安理會通過首項決議，凍結卡達菲資產，並把事件交由國際刑事法院處理。3月初，卡達菲軍進攻反对派在東部的據點班加西。3月17日，聯合國安理會再度通過決議，授權成員國在利比亞設置禁飛區。
8月，反对派在西部發起進攻，奪取首都的黎波里，“全國過渡委員會”逐漸得到國際和聯合國承認。穆阿邁爾·卡達菲一度逃避追捕，直至10月20日在蘇爾特被殺。10月23日，“全國過渡委員會”宣告全國解放，戰鬥結束。

### 后续
随着“阿拉伯之春”此后走向低潮，卡扎菲死后的利比亚并未实现稳定、发展及政治进步，反而陷入混乱及分离。
卡扎菲在未垮台前宣稱，從利比亞經地中海北上歐洲的偷渡活動遭利比亞政府有效壓制，例如2009年全年意大利只截獲7,300名偷渡者。卡扎菲在2011年3月曾經提出警告，表示一個統一和穩定的利比亞對於抑制地中海的偷渡活動事關重要。他还在与英国前首相布莱尔通话时表示，如果自己丢掉政权，恐怖主义势力将在中东崛起并必将攻击欧洲。卡扎菲被推翻后，利比亚在2010年代中期开始愈演愈烈的欧洲移民危机中成为了难民及非法经济移民越境的来源地及跳板。有评论对此表示，这是参与推翻卡扎菲政权的欧洲国家“搬起石头砸自己的脚”和“咎由自取”。

## 国际关系史

### 与美国关系
- 1969年9月1日，卡扎菲发动政变，推翻了利比亚亲美的伊德里斯王朝，建立了阿拉伯利比亚共和国，革除了政府中的亲美派，与美国走向对抗。[12]卡扎菲上台后，不仅下令关闭了美国设在利比亚的军事基地，也对美国在利比亚的资产实行国有化，还逐渐加强了同苏联的关系并购买苏联的武器。
- 1970年6月，卡扎菲下令收回美国在利比亚的惠勒斯空军基地，赶走了6000名美国军事人员，同时开始与苏联军事合作。[12]
- 1972年，卡扎菲废除了前国王与美国签订的9项军事、经济、技术合作协定，利、美两国的外交机构也由大使级降格为代办级。[12]
- 1973年10月，利比亚宣布锡德拉湾为其“领海”，北纬32度以南为“死亡线”，美国舰只擅自闯入必遭痛击。对此美国不予承认并多次在该水域进行军事演习。1980年8月19日清晨，利比亚空军派出2架苏-22型战斗机直飞美军的“尼米兹”号航母，结果被起飞拦截的2架F-14飞机在1分钟内击落。
- 1985年12月底，罗马和维也纳机场发生两起利比亚的恐怖分子袭击民航办事处的惨案，遇害死亡的20人中有5名是美国人。1986年4月2日，来自利比亚的恐怖分子又用定时炸弹袭击罗马飞往雅典的泛美航空波音707客机，造成四名美国人死亡，九人重伤的惨剧。为了报復利比亚，1986年初美国派出3艘航母抵达锡德拉湾，引诱利比亚在3月23日先发动攻击随后对其进行反击。结果半天时间内美军击毁利比亚3艘导弹艇，摧毁2个萨姆-5导弹基地，利军死伤约150人。而美军则仅消耗一些弹药，无一伤亡，此次战役名为“草原烈火”。
- 1986年4月5日，“草原烈火”行动后，利比亚派人袭击了美国驻西柏林的军事基地—舞厅，造成44名美军伤亡的事件。这一大型恐怖袭击震惊了全世界，也让美国立刻决定反报复。4月15日凌晨，美国海军100余架战机从航母上起飞升空，空海军联合击毁了利比亚14架军机，打死利军37人，打伤93人。此次战役名为“黄金峡谷”。
- 1988年12月21日，泛美航空103号班机在苏格兰边境小镇洛克比上空爆炸，导致270人罹难（其中美国乘客178人，机组人员11人，共计189名美国公民死亡）的重大灾难——洛克比空难事件发生，这是九一一襲擊事件發生前最嚴重的恐怖活動。1992年后联合国安理会通过了对利比亚制裁的第748号有关禁飞和武器禁运的决议，从此利比亚遭到国际社会的全面孤立。
- 1999年4月，利比亚将2名制造空难的特工移交给联合国。2001年911事件后利比亚被美国列入“支持恐怖主义”的阵营。2003年8月利比亚正式承认对洛克比空难负责并赔偿每个死难者家庭1000万美金，并放弃了大规模杀伤性武器的研制与开发计划；同年9月12日，长达15年的第748号制裁措施得以解除，利比亚在美国“支恐”名单上也被去掉。
- 2006年5月15日，美国宣布将与利比亚全面复交。
- 2010年6月，在巴林、科威特等国允许美国在其境内设立军事基地后，卡扎菲公开呼吁阿拉伯人民应该行动起来，把外国军队和军事基地清理出去。[13]
- 2011年，利比亚示威发生后，美国谴责卡扎菲的武力镇压践踏了人权。后来随着卡扎菲方面对革命军的步步紧逼，美国政府为避免1994年发生的卢旺达内乱期间西方不作为所造成的人类惨剧——卢旺达大屠杀在利比亚的重演，在阿盟和欧盟等国的呼吁下，美国才最终决定支持军事干预利比亚。[14]

### 与英国关系
- 1984年4月，英国指责利比亚支持爱尔兰共和军，与利比亚断绝外交关系。
- 1988年12月21日，洛克比空难发生，英美调查后认为该空难是利比亚特工所为。
- 1991年11月，英、美两国发表联合声明，要求利比亚交出涉嫌制造洛克比空难的两名嫌疑犯，并赔偿一切损失。
- 1992年3月31日，因为洛克比空难，联合国安理会决定对利比亚实行航空、军事和外交制裁。
- 1993年2月，利比亚决定接受海牙国际法庭对洛克比空难事件的裁决，同意把两名利比亚嫌疑犯引渡到美国和英国受审，以换取联合国取消制裁。
- 1999年4月，涉嫌制造洛克比空难的阿明·哈利法·费希列和阿卜杜拉·巴塞特·阿里·迈格拉希被利比亚政府移交给联合国，并在联合国的监督下引渡到设在荷兰的特别法庭按照苏格兰法律受审。同时，联合国宣布暂停对利比亚的制裁。
- 1999年11月，英国宣布与利比亚全面恢复外交关系，至此两国断交已15年。

### 与法国关系
- 历史上法国是包括利比亚在内的一些非洲国家（尤其是北部非洲）的宗主国，因此法国一直都在试图对这些非洲国家产生积极的影响力和控制力（例如法语国家联盟的建设和法国与非盟的对话方面）；两者都是地中海国家，从地缘政治的需要出发，法国需要一个对其友好的利比亚政府。但是卡扎菲却与欧美等大国冲突不断，这让法国很反感。
- 2013年1月，法国军火商塔基耶廷（Ziad Takieddine）指称，2006年12月至2007年1月期间，卡扎菲曾向法国前总统萨科齐提供4000万英镑现金用于2007年法国总统选举，这笔巨额献金通过巴拿马和瑞士账户洗白。[15]

### 与中华人民共和国及台湾关系
- 在台灣盛傳卡扎菲曾在政治作戰學校辦的培訓班「遠朋班」接受政戰訓練，但中華民國國防部於2011年2月以新聞稿否認此傳言[16]，但他與台灣歷屆領導人物關係親密[17]。
- 1969年9月1日，卡扎菲发动“绿色革命”推翻伊德里斯王朝。周恩来曾致电卡扎菲表示祝贺，卡扎菲复电表示感谢。[18]同年，利比亚二号人物阿卜杜勒·萨拉姆·贾卢德访问中国大陆。[19]
- 1971年6月，卡扎菲宣布在外交上完全承认中华人民共和国，在联合国大会上，也投票赞成恢复中華人民共和國在联合国的合法权利。但利比亚当局同时表示“中华民国大使馆”不必撤离，事实上实施了“两个中国”政策。1971年10月25日，中华人民共和国政府接管联合国“中国”席位，曾引发第二次与中国大陆建交的热潮，但利比亚并未与中国大陆建交，这与利当局一直与台湾关系紧密，在两岸问题上始终摇摆不定有关。[18][19]
- 1978年8月，阿拉伯利比亚人民社会主义民众国和中华人民共和国建交，[20]与中华民国断交（利比亚联合王国与中华民国于1959年建交）。在与台断交后，卡扎菲不顾中国大陆抗议仍允许台湾驻利机构使用“中华民国商务办事处”头衔（非邦交國家中給予中華民國最正式的名稱）[21]，直到1997年中華民國政府下令关闭代表处。[19]
- 1988年的洛克比空难后，利比亚受国际制裁，为改善与中国大陆关系，利比亚曾在多个场合声称坚持“一个中国”的立场。[19]
- 2003年，利比亚与欧美关系缓和，第748号制裁措施解除，卡扎菲政权对中国大陆的战略依赖降低。
- 2006年1月18日，时任中華民國總統的陳水扁接待了到访的利比亚卡扎菲基金会主席、卡扎菲的二儿子赛义夫。此为自1978年断交后，利比亚高层官员首度访台。[18][22]同年5月10日，陈水扁过境利比亚，分别接受了卡扎菲、赛义夫午宴、晚宴款待。此事引起中华人民共和国政府的强烈不满。[23][24]
- 2011年9月5日，中华人民共和国外交部承认卡扎菲派遣官员与中国的军火企业进行了接触。[25][26]
- 2011年9月12日，中华人民共和国政府宣布承认“国家过渡委员会”为利比亚执政当局和利比亚人民的代表。[27]

### 其他国际关系
- 1970年代和1980年代，利比亚大力援助几乎所有把独立和解放作为目标的极端军事组织，包括谋求爱尔兰统一的爱尔兰共和军和不断攻击以色列的巴勒斯坦解放组织，激化了西方各国与利比亚间的矛盾。[28]
- 1988年卡扎菲策划的洛克比空难共导致43名英国公民丧生（其中乘客31人，机组人员1人和地面11人），英国是仅次于美国的第二大受害国，另外还有22名其他欧洲国家的公民，以及除此之外来自其他洲的10多名公民。
- 2008年7月卡扎菲之子在日内瓦涉嫌殴打两名佣人遭警方逮捕，令卡扎菲极为不满，从而引发利比亚与瑞士的外交纠纷，利比亚扣押了两名瑞士商人。2009年，卡扎菲敦促联合国废止瑞士这个国家，建议其领土由德国、法国和意大利三国瓜分。2010年2月25日他公开呼吁应该针对瑞士发动圣战。[29]
- 2009年9月23日，首次出席联合国大会的卡扎菲在联大一般性辩论上发表演讲，他强力攻击安理会和联合国的现有体制：安全理事会应该改名为恐怖理事会；他要求安理会进行全面改革，取消五个常任理事国的反对票，增加常任理事国数量尤其是增补非洲国家的代表；还说自联合国1945年成立以来世界上发生了65次战争，联合国根本没有能力阻止这些战争的爆发。而且演讲时长比规定的15分钟超出了一个多小时。因此许多与会代表都中途离场，他的翻译人员也陷入崩溃状态中止了翻译。[30][31]
- 2009年10月26日，卡扎菲在接受英国电视台采访时称，阿拉伯国家甚至巴勒斯坦也应当被允许发展核武器。[32]2010年4月27日，卡扎菲称不会承认以色列，要解决巴勒斯坦问题，应该成立包括犹太族和阿拉伯族在内的“以巴国”。[33]